# Chenistonia maculata
Chenistonia maculata là một loài nhện trong họ Nemesiidae.
Chenistonia maculata được miêu tả năm 1901 bởi Hogg.